# Peter La Baume
Peter Franz Heinrich La Baume (* 24. September 1916 in Danzig; † 7. Dezember 1977 in Köln) war ein deutscher Prähistorischer Archäologe.

## Leben
Peter La Baume, Sohn des Prähistorischen Archäologen Wolfgang La Baume, studierte Ur- und Frühgeschichte und Alte Geschichte in Danzig, Kiel, Berlin und Königsberg,  1950 wurde er an der Universität Kiel bei Gustav Schwantes promoviert. Von 1950 bis 1953 war er Assistent am Landesmuseum für Vorgeschichte in Schleswig, seit 1953 war er als Kustos am Römisch-Germanischen Museum in Köln tätig, zuletzt im Range eines Hauptkonservators.
1942 heiratete er in Straßburg Ursula Berger. La Baume starb im Alter von 61 Jahren in der Kölner Universitätsklinik.

## Veröffentlichungen (Auswahl)
- Zur Herkunft und Einwanderung der Nordfriesen. In: Die Heimat. Monatsschrift des Vereins zur Pflege der Natur- und Landeskunde in Schleswig-Holstein. Bd. 58 (1951), Nr. 1, Januar 1951, S. 9–12 (Digitalisat).
- Die Wikingerzeit auf den Nordfriesischen Inseln. In: Jahrbuch des Nordfriesischen Vereins für Heimatkunde und Heimatliebe  29, 1952/53, S. 5–185 (= Dissertation Kiel 1950).
- (mit Karl Kersten): Vorgeschichte der nordfriesischen Inseln. Die nordfriesischen Inseln Amrum, Föhr und Sylt (Kreis Südtondern) (= Die vor- und frühgeschichtlichen Denkmäler und Funde in Schleswig-Holstein, Bd. 4). Wachholtz, Neumünster 1958.
- Römisches Kunstgewerbe zwischen Christi Geburt und 400. Ein Handbuch für Sammler und Liebhaber (= Bibliothek für Kunst- und Antiquitätenfreunde, Bd. 18). Klinckhardt und Biermann, Braunschweig 1964 (Sonderausgabe 1983, ISBN 3-7814-0230-4).
- Das fränkische Gräberfeld von Junkersdorf bei Köln. (=Germanische Denkmäler der Völkerwanderungszeit Serie B Band 5). Gebr. Mann, Berlin 1967.